# 1985年ヨーロッパグランプリ
1985年ヨーロッパグランプリは、1985年F1世界選手権の第14戦として、1985年10月6日にブランズハッチで開催された。

## 概要

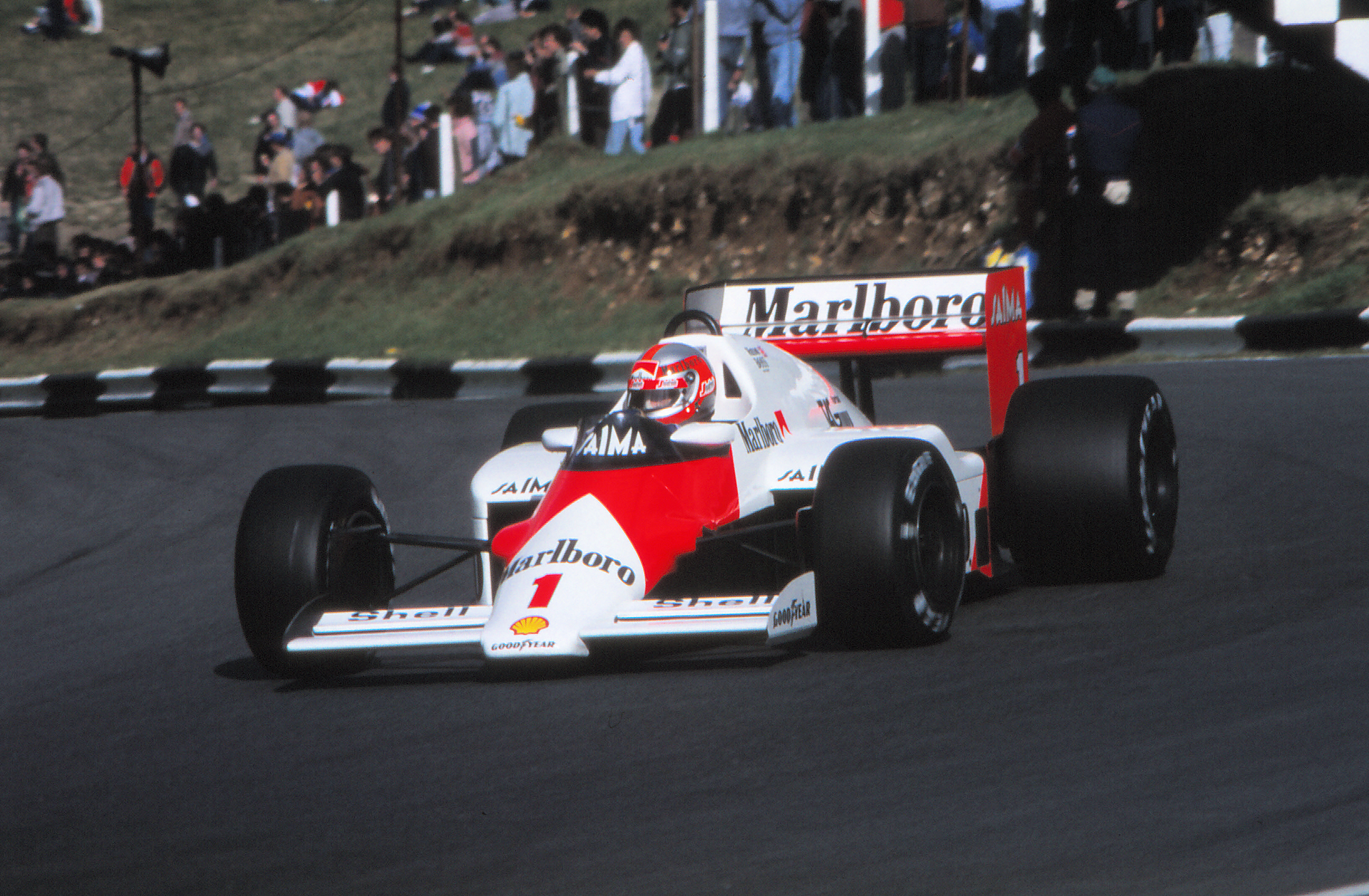
カーナンバー1を付けて予選を走るワトソン

前戦ベルギーGPで右手首を負傷したニキ・ラウダが欠場し、ジョン・ワトソンがマクラーレンのステアリングを握った。ワトソンは1983年以来のF1GP出走となった。
予選は2日間ともアイルトン・セナのロータスがトップタイムを記録した。予選2位にはこのレースで新シャシーを投入したブラバムのネルソン・ピケがつけた。初日はセナから1秒以上の遅れを取ったピケだが、2日目には大きくタイムを伸ばし、一時はタイムシートのトップに立った。セナはピケのタイムを確認すると再度のタイムアタックを行い、ピケに0.3秒の差を付けてポールポジションを獲得した。
決勝レースではナイジェル・マンセルがスタートに成功し、第1コーナーで先頭のセナに外側から並んだ。しかしセナはこのコーナーでコースのアウト側いっぱいまで膨らむラインを取り、マンセルをコース外に押し出した。マンセルがコースアウトした隙に、ケケ・ロズベルグとピケが2位と3位に上がり、セナを追走した。
7周目、ロズベルグはセナのインを突き先頭に立とうとしたが、セナがインを閉めて両者は接触した。ロズベルグはスピンし、直後を走っていたピケと接触した。ピケはその場でリタイヤし、ロズベルグはパンクに見舞われた。ロズベルグはレース後、バックストレートでロズベルグの前を蛇行してラインを塞いだセナのドライビングについて、F3ドライバーがするようなことだと非難した。
ピットインしタイヤ交換を済ませたロズベルグは、先頭を争うセナとマンセルの直前でコースに戻った。ピットアウト直後でペースが上がらないロズベルグを抜くためにセナはラインを変えたが、その隙にマンセルがセナを抜き去り先頭に立った。タイヤが温まるとロズベルグはペースを上げてセナを引き離し、マンセルを抜いて先頭と同一周回に戻した。
上位の順位は落ち着きを見せたが、レース中盤までにブラバムのマルク・スレールが順位を上げた。ピレリを履くブラバムは終盤まで2位を好走し、スレールのキャリア初表彰台が期待されたが、62周でターボトラブルに見舞われてリタイヤした。
マンセルは他のドライバーを寄せ付けずに最後まで走り切り、グランプリ出走72戦目にして初の優勝を果たした。
4位でゴールしたプロストは、初のF1ドライバーズタイトルを獲得した。

## 結果

### 予選結果
| 順位 | No | ドライバー               | コンストラクタ                 | 1回目    | 2回目    |
| ---- | -- | ------------------------ | ------------------------------ | -------- | -------- |
| 1    | 12 | アイルトン・セナ         | ロータス・ルノー               | 1'08.020 | 1'07.169 |
| 2    | 7  | ネルソン・ピケ           | ブラバム・BMW                  | 1'09.204 | 1'07.482 |
| 3    | 5  | ナイジェル・マンセル     | ウィリアムズ・ホンダ           | 1'10.537 | 1'08.059 |
| 4    | 6  | ケケ・ロズベルグ         | ウィリアムズ・ホンダ           | 1'09.277 | 1'08.197 |
| 5    | 25 | フィリップ・ストレイフ   | リジェ・ルノー                 | 1'10.396 | 1'09.080 |
| 6    | 2  | アラン・プロスト         | マクラーレン・TAG              | 1'10.345 | 1'09.429 |
| 7    | 8  | マルク・スレール         | ブラバム・BMW                  | 1'09.762 | 1'09.913 |
| 8    | 16 | デレック・ワーウィック   | ルノー                         | 1'11.014 | 1'09.904 |
| 9    | 11 | エリオ・デ・アンジェリス | ロータス・ルノー               | 1'11.530 | 1'10.014 |
| 10   | 26 | ジャック・ラフィット     | リジェ・ルノー                 | 1'11.312 | 1'10.081 |
| 11   | 22 | リカルド・パトレーゼ     | アルファロメオ                 | 1'10.963 | 1'10.251 |
| 12   | 18 | ティエリー・ブーツェン   | アロウズ・BMW                  | 1'10.918 | 1'10.323 |
| 13   | 28 | ステファン・ヨハンソン   | フェラーリ                     | 1'11.309 | 1'10.517 |
| 14   | 20 | ピエルカルロ・ギンザーニ | トールマン・ハート             | 1'13.517 | 1'10.570 |
| 15   | 27 | ミケーレ・アルボレート   | フェラーリ                     | 1'10.877 | 1'10.659 |
| 16   | 3  | マーティン・ブランドル   | ティレル・ルノー               | 1'11.296 | 1'10.731 |
| 17   | 15 | パトリック・タンベイ     | ルノー                         | 1'13.048 | 1'10.934 |
| 18   | 23 | エディ・チーバー         | アルファロメオ                 | 1'12.766 | 1'11.500 |
| 19   | 17 | ゲルハルト・ベルガー     | アロウズ・BMW                  | 1'11.608 | 1'11.638 |
| 20   | 19 | テオ・ファビ             | トールマン・ハート             | 1'13.024 | 1'12.090 |
| 21   | 1  | ジョン・ワトソン         | マクラーレン・TAG              | 1'12.496 | 1'12.516 |
| 22   | 33 | アラン・ジョーンズ       | ローラ・ハート                 | 1'14.050 | 1'13.084 |
| 23   | 9  | フィリップ・アリオー     | RAM・ハート                    | 1'14.355 | 1'13.537 |
| 24   | 4  | イヴァン・カペリ         | ティレル・ルノー               | 1'16.879 | 1'13.721 |
| 25   | 30 | クリスチャン・ダナー     | ザクスピード                   | 1'15.947 | 1'15.054 |
| 26   | 29 | ピエルルイジ・マルティニ | ミナルディ・モトーリ・モデルニ | 1'16.842 | 1'15.127 |
| DNQ  | 24 | ヒューブ・ロテンガッター | オゼッラ・アルファロメオ       | 1'16.994 | 1'18.022 |

### 決勝結果
| 順位     | No | ドライバー               | コンストラクタ                 | 周回 | タイム/リタイヤ  | グリッド | ポイント |
| -------- | -- | ------------------------ | ------------------------------ | ---- | ---------------- | -------- | -------- |
| 1        | 5  | ナイジェル・マンセル     | ウィリアムズ・ホンダ           | 75   | 1:32'58.109      | 3        | 9        |
| 2        | 12 | アイルトン・セナ         | ロータス・ルノー               | 75   | +21.396          | 1        | 6        |
| 3        | 6  | ケケ・ロズベルグ         | ウィリアムズ・ホンダ           | 75   | +58.533          | 4        | 4        |
| 4        | 2  | アラン・プロスト         | マクラーレン・TAG              | 75   | +1'06.121        | 6        | 3        |
| 5        | 11 | エリオ・デ・アンジェリス | ロータス・ルノー               | 74   | +1 Lap           | 9        | 2        |
| 6        | 18 | ティエリー・ブーツェン   | アロウズ・BMW                  | 73   | +2 Laps          | 12       | 1        |
| 7        | 1  | ジョン・ワトソン         | マクラーレン・TAG              | 73   | +2 Laps          | 21       |          |
| 8        | 25 | フィリップ・ストレイフ   | リジェ・ルノー                 | 73   | +2 Laps          | 5        |          |
| 9        | 22 | リカルド・パトレーゼ     | アルファロメオ                 | 73   | +2 Laps          | 11       |          |
| 10       | 17 | ゲルハルト・ベルガー     | アロウズ・BMW                  | 73   | +2 Laps          | 19       |          |
| 11       | 23 | エディ・チーバー         | アルファロメオ                 | 73   | +2 Laps          | 18       |          |
| 12       | 15 | パトリック・タンベイ     | ルノー                         | 72   | +3 Laps          | 17       |          |
| リタイヤ | 8  | マルク・スレール         | ブラバム・BMW                  | 62   | ターボ           | 7        |          |
| リタイヤ | 28 | ステファン・ヨハンソン   | フェラーリ                     | 59   | 電気系           | 13       |          |
| リタイヤ | 26 | ジャック・ラフィット     | リジェ・ルノー                 | 58   | エンジン         | 18       |          |
| リタイヤ | 30 | クリスチャン・ダナー     | ザクスピード                   | 55   | エンジン         | 25       |          |
| リタイヤ | 4  | イヴァン・カペリ         | ティレル・ルノー               | 44   | アクシデント     | 24       |          |
| リタイヤ | 3  | マーティン・ブランドル   | ティレル・ルノー               | 40   | 水漏れ           | 16       |          |
| リタイヤ | 19 | テオ・ファビ             | トールマン・ハート             | 33   | エンジン         | 20       |          |
| リタイヤ | 9  | フィリップ・アリオー     | RAM (F1)・ハート               | 31   | エンジン         | 23       |          |
| リタイヤ | 20 | ピエルカルロ・ギンザーニ | トールマン・ハート             | 16   | エンジン         | 14       |          |
| リタイヤ | 33 | アラン・ジョーンズ       | ローラ・ハート                 | 13   | ラジエター       | 22       |          |
| リタイヤ | 27 | ミケーレ・アルボレート   | フェラーリ                     | 13   | ターボ           | 15       |          |
| リタイヤ | 7  | ネルソン・ピケ           | ブラバム・BMW                  | 6    | アクシデント     | 2        |          |
| リタイヤ | 16 | デレック・ワーウィック   | ルノー                         | 4    | インジェクション | 8        |          |
| リタイヤ | 29 | ピエルルイジ・マルティニ | ミナルディ・モトーリ・モデルニ | 3    | アクシデント     | 26       |          |

- 予選、決勝順位は、公式サイト[2]およびAUTOCOURSE 1985-86[3]より。

## 記録
- 初優勝:ナイジェル・マンセル
- 初参戦:イヴァン・カペリ
- 最終戦:ジョン・ワトソン